# Ціоглінський Іван Францевич
Іван Францевич Ціонглінський (пол. Jan Ciągliński; 20 лютого 1858 в Варшаві — 6 січня 1913 року в Санкт-Петербурзі) — викладач малювальної школи Імператорського Товариства заохочення мистецтв, активний учасник пітерського творчого об'єднання «Світ мистецтва».
За національністю він був поляком, проте, все-таки склав компанію запорозьким козакам у картині Іллі Рєпіна «Запорожці пишуть листа турецькому султанові».